# Quintilliard
Un quintilliard est l'entier naturel qui vaut 1033 (1 000 000 000 000 000 000 000 000 000 000 000) ou 1 000 0005,5, soit mille quintillions. Mille quintilliards est égal à un sextillion (1036).

## Exemples
- Le 29 octobre 2024, Google s'est fait infligé une amende de 20 quintilliards de dollars par le parquet russe après avoir supprimé des comptes pro-russes de YouTube[1].

- La masse du soleil est estimée à 2 quatrillards de tonnes, soit deux quintillards de grammes.